# Blackwood National Park
Blackwood National Park är en park i Australien. Den ligger i delstaten Queensland, omkring 920 kilometer nordväst om delstatshuvudstaden Brisbane.
Trakten runt Blackwood National Park är nära nog obefolkad, med mindre än två invånare per kvadratkilometer.. Det finns inga samhällen i närheten.
Omgivningarna runt Blackwood National Park är huvudsakligen savann. Genomsnittlig årsnederbörd är 690 millimeter. Den regnigaste månaden är februari, med i genomsnitt 137 mm nederbörd, och den torraste är augusti, med 12 mm nederbörd.